# Quorn
För andra betydelser, se Quorn (olika betydelser).

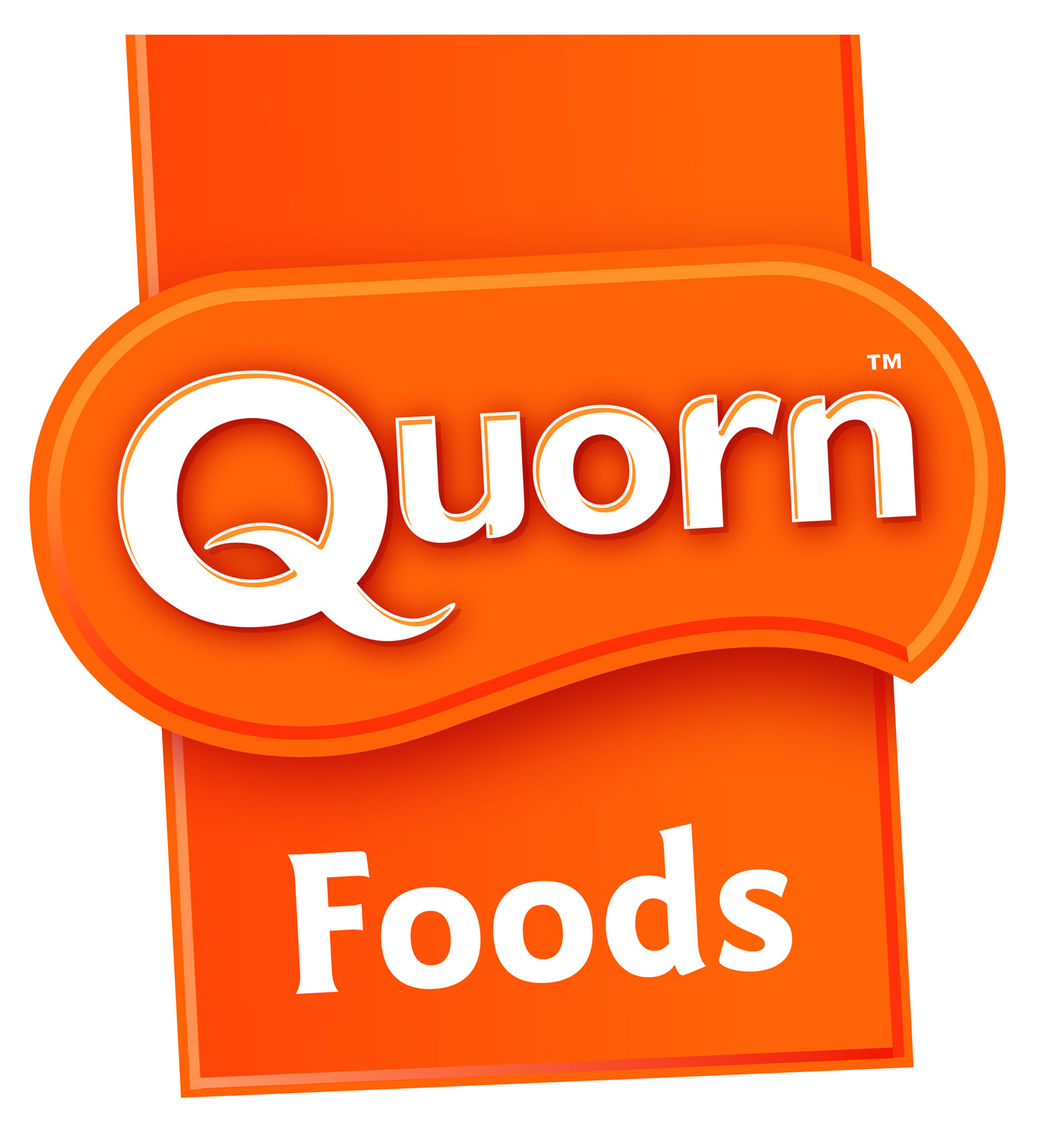
Quorns logotyp.

Quorn är ett varumärke för köttersättningsprodukter som i huvudsak består av mykoprotein från mögel-svampen Fusarium venenatum som framställs av Marlow Foods. De flesta av Quorns produkter innehåller utöver mykoprotein en liten mängd äggvita, vilket alltså gör dem ovo-vegetariska, en del produkter innehåller även mjölk, dessa är alltså lakto-ovo-vegetariska. Hösten 2015 lanserades för första gången i Sverige helt veganska Quorn-produkter.
Produkterna framställs i Storbritannien och finns i flera europeiska länder samt numera även i Australien, Sydafrika och USA. I Sverige lanserades varumärket år 1999 och i dag säljer i princip alla butiker produkterna, exempelvis Axfood, Ica, Coop, Bergendahls och flera matvarubutiker på nätet.
Quorn är rikt på både protein och kostfiber men har ett lågt fettinnehåll, och marknadsförs främst till vegetarianer, flexitarianer samt hälsomedvetna konsumenter. Men även en ökad medvetenhet kring hållbarhet och köttproduktion har gjort att fler intresserat sig för vegetarisk mat.
I Sverige säljs produkterna både som frys- och kylvara och de finns för matlagning från grunden i form av färs, filéer och bitar, halvfabrikat i form av bullar, korv och burgare och som portionsförpackad färdigmat.

## Historia
Idén kommer från 1960-talet, en period när det rådde oro kring förmågan att mätta världens växande befolkning. J. Arthur Rank som ägde matföretaget Rank Hovis McDougall startade ett projekt för att hitta en ny källa till protein. Målet var att omvandla höghaltiga kolhydrater till snålare och mer näringsriktiga proteiner utan att använda djur som omvandlingsmetod. Efter många års forskning och utveckling upptäcktes en liten medlem i svampfamiljen som kunde omvandlas till ett protein, Fusarium venenatum. Det ledde till massproduktion av mykoprotein. Istället för djur används fermentorer för att odla och skörda proteinet, liknande produktionsprocessen för öl och yoghurt.

### Ägande
Företagen Rank Hovis Mcdougall och ICI samarbetade med att utveckla produkten. Regeringen godkände försäljningen 1985, och då lanserade Marlow Foods företaget Quorn Foods.
Under sex månader år 2015 ökade försäljningen för Quorn Foods med 7%. I september samma år lades företaget upp för försäljning. Intresserade köpare var Nomad Foods, Findus och McCain. Andra företag var Nestlé och WhiteWave. Slutligen såldes Quorn Foods till filippinska Monde Nissin för £550m.

## Framställning
Vid framställningen av quorn används svampen Fusarium venenatum (PTA-2684) som rent biologiskt är en mögelsvamp. Mykoproteinet odlas i stora sterila jästankar med syresatt vatten, där man tillsätter sockerarten glukos samt mineraler och vitaminer. Det är framför allt det fasta degaktiga mykoproteinet, som mestadels består av celler och myceltrådar, man tar vara på. Den degaktiga produkten samlas ihop, torkas, tvättas, blandas med äggvita samt olika kryddor och aromer. Därefter formas massan till olika produkter med olika konsistens och struktur, som filé, bitar och färs.
Produkten har godkänts av bland annat både FDA och FSA. Svampen som används i framställningen av quorn innehåller inga former av mögelgifter (mykotoxiner). Framställningen av produkten sker enbart i Marlow Foods fabriker i Storbritannien.

## Allergi
Den har visat sig att den proteinrika produkten kan ge allergiska reaktioner, delvis på grund av en ökad känslighet mot mykoproteinet. Men den vanligaste formen av allergi mot quorn har visat sig vara allergi mot äggprotein.

## Debatt och uppmärksamhet
Under lanseringen av quorn i USA varnade organisationen Center for Science in the Public Interest (CSPI) för allergiska reaktioner som kan drabba personer som äter quorn och förespråkade även ett förbud mot produkten i USA. I varningen, som även uppmärksammades i Sverige av Aftonbladet, pekade CSPI på att omkring 600 personer drabbats av allergiska besvär efter att ha ätit quorn. Symtomen hos dessa ska ha varit illamående, kräkningar, diarré och i ett fåtal fall andnöd. Symtomen överensstämmer till viss del med de symtom som listas vid allergi mot äggviteprotein. Tillverkaren, Marlow Foods, tillbakavisade kritiken och menade att de 600 som insjuknat skall sättas i sammanhanget att över 25 miljoner personer ätit quorn utan att insjukna. Att 600 av dessa (en på 146 000) råkar vara allergiska mot quorn skall jämföras med dem som lider av laktosintolerans eller som är allergiska mot skaldjur eller gluten. På CPSI:s webbplats fortsätter dock kritiken mot quorn.

### Vilseledande marknadsföring
Reklamombudsmannen har fällt Quorn för att använda ordet "vegetariskt" i sin marknadsföring, eftersom det innehåller ägg. Vegetarisk kost innefattar mat som endast eller till övervägande del består av vegetabiliska livsmedel. Animaliska livsmedel innefattar mat som erhålls från djur, såsom kött, ägg, mjölk med mera. Att påstå att en produkt är vegetarisk när den innehåller animaliska ingredienser är, enligt Reklamombudsmannen, därmed direkt felaktig och kan vilseleda konsumenter som inte bemödar sig om att läsa innehållsförteckningen.
I februari 2017 godkände Quorn en förlikning i amerikansk domstol gällande produktbeskrivningen. I samband med förlikningen hävdar Quorn att det inte är något fel på produkten men att de har ändrat märkningen av vad produkten innehåller efter att benämningen i mykoproteinet bevisligen var missledande. Konsumenter menade att de trodde att produkten var framställd av svamp när det i själva verket är en mögel-produkt.

### Klimatpåverkan
Växthusgaser släpps ut från marken vid produktion av råvarorna till quorntillverkningen, glukos som görs av stärkelse från vete och äggvita. Växthusgaserna sker från marken och från förbränning av fossil energi i traktorer samt vid tillverkning av mineralgödsel. Utsläppen blir mindre per kg produkt och per kg protein än kött eftersom mindre yta behövs för att producera råvarorna än för foderodling av kött. Detta gäller även då transporten från Storbritannien inkluderas. Stor energi behövs dock för tillverkningsproduktionen av quorn. I Storbritannien där quorn tillverkas används mycket fossil energi. Vilket enligt WWF gör att de får gult ljus som betyder att klimatavtrycket ligger under 4 kg CO2e/kg).